# プレミアリーグ2
プレミアリーグ2（Premier League 2）は、イングランドのU-17からU-21までのプロフェッショナル開発段階の選手に提供されるサッカーリーグ。 2012-13シーズンにプレミアリザーブリーグとプレミアアカデミーリーグが統合してU-21プレミアリーグが開催され、2016-17シーズンからプレミアリーグ2となった。

## 概要
2012-13シーズンから育成改革が行われ、プレミアリザーブリーグとプレミアアカデミーリーグが統合して「U-21プレミアリーグ」が新設された。このリーグはトップリーグとアカデミーのギャップを埋めるのが目的で、21歳以下の選手とオーバーエイジの3人が登録可能。2016-2017シーズンからは「U-21プレミアリーグ」から「プレミアリーグ2」に変更され、23歳以下の選手が登録可能になった。

## フォーマット
プレミアリーグでは、エリート・プレーヤー・パフォーマンス・プラン（EPPP）というイギリス国内で優れたホームグロウン選手を育成するための長期戦略を行っている。この対象は9歳から23歳までで、選手は基礎（U-9からU-11）、ユース（U-12からU-16）、プロフェッショナル（U-17からU-23）の3つのフェーズに分けられる。イングランドのクラブのユースアカデミーは最大10分野で評価され、アカデミーのレベルは1から4に分類される。このうち最高位レベルのカテゴリ1に認定されたプロフェッショナル段階のクラブがプレミアリーグ2に参加できる。
2022-23シーズンまではカテゴリ1のアカデミーを持つ25クラブから構成され、ディビジョン1（14チーム）とディビジョン2（11チーム）の2つのディビジョンに分かれて各ディビジョンで2つのクラブが昇降格した。チームはホームとアウェイで対戦し、ディビジョン1の成績下位2つのチームが降格し、ディビジョン2のチャンピオンと別の1チーム（2位から5位に終わったチームのプレーオフによって決定）が昇格した。
2023-24シーズからはディヴィジョンによる区分が廃止され、26チームによって構成される。チームは過去3シーズンの成績に基づいて5つのポットに分けられ、20試合のレギュラーシーズンを過ごす。上位16チームは一発勝負のプレーオフに進出し、1位が16位と対戦するなどのトーナメント形式で争われる。さらに、レギュラーシーズン上位12チームは翌シーズンのプレミアリーグ・インターナショナルカップの参加資格を得る。
2025-26シーズンからはバーミンガム・シティFC、バーンリーFC、イプスウィッチ・タウンFCのリザーブチームが新たに参加し、合計29チームで競われる。

## 2025-26シーズンの参加チーム
| チーム                        | 昨季順位 | トップチームの所属ディヴィジョン |
| ----------------------------- | -------- | -------------------------------- |
| マンチェスター・シティ        | 1位      | プレミアリーグ                   |
| フラム                        | 2位      | プレミアリーグ                   |
| チェルシー                    | 3位      | プレミアリーグ                   |
| ウェストハム・ユナイテッド    | 4位      | プレミアリーグ                   |
| マンチェスター・ユナイテッド  | 5位      | プレミアリーグ                   |
| クリスタル・パレス            | 6位      | プレミアリーグ                   |
| サウサンプトン                | 7位      | チャンピオンシップ               |
| アーセナル                    | 8位      | プレミアリーグ                   |
| ニューカッスル・ユナイテッド  | 9位      | プレミアリーグ                   |
| レスター・シティ              | 10位     | チャンピオンシップ               |
| ブライトン&ホーヴ・アルビオン | 11位     | プレミアリーグ                   |
| エヴァートン                  | 12位     | プレミアリーグ                   |
| サンダーランド                | 13位     | プレミアリーグ                   |
| ウルブス                      | 14位     | プレミアリーグ                   |
| ノッティンガム・フォレスト    | 15位     | プレミアリーグ                   |
| リヴァプール                  | 16位     | プレミアリーグ                   |
| リーズ・ユナイテッド          | 17位     | プレミアリーグ                   |
| WBA                           | 18位     | チャンピオンシップ               |
| ミドルズブラ                  | 19位     | チャンピオンシップ               |
| レディング                    | 20位     | EFLリーグ1                       |
| ブラックバーン・ローヴァーズ  | 21位     | チャンピオンシップ               |
| トッテナム                    | 22位     | プレミアリーグ                   |
| ダービー・カウンティ          | 23位     | チャンピオンシップ               |
| ノリッジ・シティ              | 24位     | チャンピオンシップ               |
| ストーク・シティ              | 25位     | チャンピオンシップ               |
| アストン・ヴィラ              | 26位     | プレミアリーグ                   |
| バーミンガム・シティ          | 新規参加 | チャンピオンシップ               |
| バーンリー                    | 新規参加 | プレミアリーグ                   |
| イプスウィッチ・タウン        | 新規参加 | チャンピオンシップ               |

## 歴代優勝チーム

### ディヴィジョン1
| シーズン | 優勝チーム                         |
| -------- | ---------------------------------- |
| 2012-13  | マンチェスター・ユナイテッド       |
| 2013-14  | チェルシー                         |
| 2014-15  | マンチェスター・ユナイテッド （2） |
| 2015-16  | マンチェスター・ユナイテッド （3） |
| 2016-17  | エヴァートン                       |
| 2017-18  | アーセナル                         |
| 2018-19  | エヴァートン （2）                 |
| 2019-20  | チェルシー （2）                   |
| 2020-21  | マンチェスター・シティ             |
| 2021-22  | マンチェスター・シティ （2）       |
| 2022-23  | マンチェスター・シティ （3）       |

### ディヴィジョン2
| シーズン | 優勝チーム                   |
| -------- | ---------------------------- |
| 2014-15  | ミドルズブラ                 |
| 2015-16  | ダービー・カウンティ         |
| 2016-17  | スウォンジー・シティ         |
| 2017-18  | ブラックバーン・ローヴァーズ |
| 2018-19  | ウルブス                     |
| 2019-20  | ウェストハム・ユナイテッド   |
| 2020-21  | リーズ・ユナイテッド         |
| 2021-22  | フラム                       |
| 2022-23  | サウサンプトン               |

### 2023-24シーズン以降
| シーズン | 優勝チーム                   |
| -------- | ---------------------------- |
| 2023-24  | トッテナム                   |
| 2024-25  | マンチェスター・シティ （4） |
| 2025-26  |                              |

## シーズン最優秀選手
| シーズン | 選手                             | 所属チーム                    | ポジション | 備考 |
| -------- | -------------------------------- | ----------------------------- | ---------- | --- |
| 2016-17  | オリヴァー・マクバーニー         | スウォンジー・シティ          | FW         | 全コンペティションで23得点を記録し、チームをディヴィジョン2とプレミアリーグカップの2冠に導いた。                                                                               |
| 2017-18  | リース・ネルソン                 | アーセナル                    | MF         | 全コンペティションで10得点を挙げてディヴィジョン1優勝、プレミアリーグ・インターナショナルカップ決勝進出、トップチームのEL準決勝進出に貢献した。                                |
| 2018-19  | アーロン・コノリー               | ブライトン&ホーヴ・アルビオン | FW         | シーズン前半のみで11得点を記録してディヴィジョン1の得点王を受賞。 2018年11月の月間最優秀選手受賞を含む4度の月間最優秀選手候補にノミネートした。                                |
| 2019-20  | カーティス・ジョーンズ           | リヴァプール                  | MF         | 得点ランキング2位となる9ゴールを挙げ、プレミアリーグでも6試合に出場してリーグ優勝を果たした。                                                                                  |
| 2020-21  | リアム・デラップ                 | マンチェスター・シティ        | FW         | 2020年11月の月間最優秀選手賞を受賞。 シーズン中にPL2史上最多得点記録を更新する24得点を挙げてチームをディヴィジョン1優勝に導いた。                                              |
| 2021-22  | ジェームズ・マカティー           | マンチェスター・シティ        | MF         | 23試合で18得点7アシストを記録。プレミアリーグ、CL、FAカップ、EFLカップなどトップチームの試合にも複数出場した。                                                                 |
| 2022-23  | カルロス・ボルジェス             | マンチェスター・シティ        | FW         | 得点王となる21ゴールの活躍でチームの3連覇に貢献。2023年2月には月間最優秀選手に輝いた。                                                                                         |
| 2023-24  | ウィル・ランクシャー             | トッテナム                    | FW         | レギュラーシーズンで18得点を挙げて得点王とチームのPL2初優勝に貢献した。 |
| 2024-25  | ジャフマイ・シンプソン＝ピュゼー | マンチェスター・シティ        | DF         | 優れた守備とキャプテンとしてリーグ戦をわずか23失点に抑え、6度のクリーンシートと2ゴール1アシストを記録。 プレミアリーグ2のシーズンMVPを受賞した史上初のディフェンダーとなった。 |

1. ↑  シーズン後半はEFLリーグ1のルートン・タウンFCに期限付き移籍した。
2. ↑  プレーオフでさらに5ゴールを記録。